# Microraptor
Microraptor er en slægt af små dromaeosauride dinosaurer. Dromaeosaurider klassificeres normalt som theropoder og tilhører derfor en ’’søsterorden’’ til Aves (fuglene).  Omkring 2 dusin fossiler af slægten er fundet i Kina. De dateres 120 millioner år tilbage. Undergruppen Microraptoria inkluderer flere af de mindste medlemmer af familien. Medlemmerne af den havde træk, som måske tyder på et liv, hvor de bevægede sig i træerne. Alle kendte aftryk af skind fra dromaeosaurider stammer fra medlemmer af denne gruppe, og de viser alle tegn på en veludviklet fjerdragt og vinger. Den lange hale var fleksibel ved roden, mens den i resten af længden var afstivet; det er derfor blevet foreslået at halen blev brugt som stabilisator. Forsteninger af Microraptor gui viser, at der på spidsen af dens hale sad en diamantformet vifte af fjer, som måske kan have fungeret som en aerodynamisk stabilisator og et ror.
I nyere tid er der fundet flere tegn på, at de i virkeligheden selv er "ægte" fugle. Aftryk fra af overfladen på flere eksemplarer af familien, blandt andre Microraptor gui' viser, at de har haft fire vinger, fastgjort til fødderne og fjer, der ligner moderne fugles, bl.a. havde de svingfjer.
Dette har medført hypoteser om, at nogle af dromaeosauriderne har været i stand til aktiv flyvning. På alle de eksemplarer, hvor foden er bevaret, er én af kløerne på tæerne stærkt forvokset og kurvet i forhold til de øvrige; denne klo var sandsynligvis ikke i brug, når dyret gik. Dette har - suppleret med vingernes placering - ført til en hypotese om, at Microraptorer ikke kunne bevæge sig i normal gang på jorden. Måske har de fra deres bosteder i træerne dykket efter byttedyr på jorden. Andre studier sætter tvivl om, at vingerne var stærke nok til at bære kroppen under styrtdyk, i alt fald fra større højder. Eksperimenter i vindtunneler har imidlertid påvist, at de har kunnet svæve over længere distancer.